# Laurie Metcalf
Laura Elizabeth „Laurie“ Metcalf (* 16. června 1955, Carbondale, Illinois, USA) je americká herečka. Je držitelkou spousty ocenění, včetně čtyř cen Emmy a dvou cen Tony a nominaci na Oscara.
Svou kariéru začala v divadle v Chicagu. Od roku 1988 do roku 1997 pak působila v sitcomu Roseanne jako Jackie Harrisová. Za tuto roli získala své tři ceny Emmy pro nejlepší vedlejší herečku v komediálním seriálu a dále byla nominována na dva Zlaté glóby. Objevila se ale i v dalších televizních seriálech, například v Teorii velkého třesku, Zoufalých manželkách nebo Frasieru. Z filmů pak hrála ve snímcích Psychopat ze San Francisca (1990), Hledám Susan. Zn.: Zoufale (1985), Vlastní pravidla (2007) a Lady Bird (2018).
Byla dvakrát vdaná. Z prvního manželství s hercem Jeffem Perrym, který je známý například díky roli v seriálu Skandál, má dceru Zoe – taktéž herečku.

## Život
Laurie Matcalf se narodila jako Laura Elizabeth Metcalf 16. června 1955 v Carbondale v americkém státě Illinois. Byla nejstarší ze tří dětí a společně s bratrem Jamesem a sestrou Lindou byla vychovávána v Edwardsville, taktéž v Illinois. Její otec James pracoval jako rozpočtový ředitel na Southern Illinois University Edwardsville, v roce 1984 ale náhle zemřel. Její matka Libby pracovala jako knihovnice. Roku 1976 úspěšně ukončila studium na Illinois State University bakalářským titulem v oboru divadlo. Umí plynule německy a ačkoliv se původně chtěla stát tlumočnicí, nakonec skončila u divadla.
Roku 1983 se vdala za herce a spoluzakladatele Steppenwolf Theatre Company Jeffa Perryho (*1955). Rok po svatbě se páru narodila dcera Zoe, která se stala též herečkou – známá je například díky své roli Mary Cooperové v Malý Sheldon. Manželství bylo ale roku 1992 rozvedeno. Později začala vztah s hercem Mattem Rothem, se kterým působila v seriálu Roseanne a ve filmu Záblesk ve tmě. V listopadu 1993 se páru narodil syn Will a ještě toho roku se vzali. V roce 2005 si najali náhradní matku a ta jim toho roku porodila dceru Mae Akins. V roce 2006 se stali pěstouny chlapce Donovana a později ho adoptovali. V listopadu 2008 se od sebe odstěhovali a během září 2011 Roth požádal o rozvod; jako důvod uvedl neslučitelné rozdíly. Rozvodové řízení bylo ukončeno až v květnu 2014.

## Kariéra
Svoji kariéru začala roku 1974 v divadelní společnosti Steppenwolf Theatre Company, kterou založila společně se svými přáteli-herci z univerzity: Garym Sinisem, Terrym Kinneyem a Jeffem Perrym, jejím pozdějším manželem. V roce 1984 pak působila v newyorském divadle Circle Repertory a za roli ve hře Balm in Gilead získala své první ocenění: cenu Obie pro nejlepší ženský herecký výkon.
Jednou z jejích prvních filmových rolí byla postava Leslie Glass ve film Hledám Susan. Zn.: Zoufale z roku 1985. Mimo filmů se začala objevovat i v televizních seriálech, například sitcomu Roseanne, kde ztvárnila od mezi lety 1988 až 1997 Jackie Harris.

## Filmografie
| Rok             | Název                               | Role                         | Poznámky |
| --------------- | ----------------------------------- | ---------------------------- | --- |
| 1985            | Hledám Susan. Zn.: Zoufale          | Leslie Glass                 | |
| 1986            | The Equalizer                       | Theresa                      | epizoda „No Conscience“ |
| 1987            | Chlap na míru                       | Sandy                        | |
| 1988            | Míle od domova                      | exotická tanečnice           | |
| 1988            | The Appointments of Dennis Jennings | Emma                         | krátkometrážní film |
| 1988–1997, 2018 | Roseanne                            | Jackie Harris                | 228 epizod nominována na Primetime Emmy Award pro nejlepší vedlejší herečku v komediálním seriálu (1995, 2018) získala Primetime Emmy Award pro nejlepší vedlejší herečku v komediálním seriálu (1992. 1993. 1994) |
| 1989            | Strýček Buck                        | Marcie Dahlgren-Frost        | |
| 1990            | Vnitřní záležitosti                 | Amy Wallace                  | |
| 1990            | Psychopat ze San Francisca          | Stephanie MacDonald          | |
| 1991            | JFK                                 | Susie Cox                    | |
| 1993            | Záblesk ve tmě                      | Candice                      | |
| 1993            | Nebezpečná žena                     | Anita Bell                   | |
| 1995            | Toy Story: Příběh hraček            | paní Davisová                | dabing |
| 1995            | Leaving Las Vegas                   | paní domácí                  | |
| 1995–1996       | Duckman: Private Dick/Family Man    | –                            | dabing epizody „Research and Destroy“ a „Forbidden Fruit“ |
| 1997            | Vřískot 2                           | Debbie Salt / paní Loomisová | |
| 1997            | U-Turn                              | žena z autobusové stanice    | |
| 1997            | Tatík Hill a spol.                  | Cissy Cobb                   | dabing epizoda „Peggy the Boggle Champ“ |
| 1998            | Skandál Bulworth                    | Mimi                         | |
| 1999            | Toy Story 2: Příběh hraček          | paní Davisová                | dabing |
| 1999            | Nevěsta na útěku                    | Betty Trout                  | nekreditována |
| 1999–2001       | The Norm Show                       | Laurie Freeman               | 54 epizod |
| 2000–2011       | God, the Devil and Bob              | Donna Allman                 | dabing 13 epizod |
| 2002            | Planeta pokladů                     | Sarah Hawkins                | dabing |
| 2004            | Frasier                             | Nany G.                      | epizoda „Caught in the Act“ |
| 2005            | Beze stopy                          | Susan Hopkins                | epizoda „A Day in the Life“ |
| 2006            | Můj přítel Monk                     | Cora                         | epizoda „Mr. Monk Bumps His Head“ nominována na Primetime Emmy Award pro nejlepší hostující herečku v komediálním seriálu                                                                                          |
| 2006            | Zoufalé manželky                    | Carolyn Bigsby               | 4 epizody nominována na Primetime Emmy Award pro nejlepší hostující herečku v komediálním seriálu |
| 2006            | Chirurgové                          | Beatrice Carver              | epizoda „The Name of the Game“ |
| 2007            | Vlastní pravidla                    | Paula Richards               | |
| 2007            | Robinsonovi                         | Lucille Krunklehorn-Robinson | dabing |
| 2007–2019       | Teorie velkého třesku               | Mary Cooper                  | 14 epizod nominována na Primetime Emmy Award pro nejlepší hostující herečku v komediálním seriálu (2016) |
| 2008            | Ve službách války                   | paní Colsonová               | |
| 2008–2009       | Easy Money                          | Bobette Buffkin              | 8 epizod |
| 2010            | Toy Story 3: Příběh hraček          | paní Davisová                | dabing |
| 2016            | Horace and Pete                     | Sarah                        | epizoda 1.3 |
| 2017            | Portlandia                          | Jill                         | epizoda „Friend Replacement“ |
| 2017            | Lady Bird                           | Marion McPherson             | nominována na Oscara pro nejlepší herečku ve vedlejší roli nominována na cenu BAFTA pro nejlepší herečku ve vedlejší roli nominována na Zlatý glób pro nejlepší herečku ve vedlejší roli                           |
| 2018            | Supergirl                           | Mary McGowan                 | epizoda „Schott Through the Heart“ |